# Fatih Karagümrük SK (női csapat)
Az Fatih Karagümrük SK női szakosztályát 2021-ben hozták létre. A klub a török első osztályban érdekelt.

## Története
A Török labdarúgó-szövetség 2021-ben létrehozta a félprofi női Szuperligát, amely felváltotta a korábbi, amatőr státuszú labdarúgó-bajnokságot. A szövetség felhívására a Fatih Karagümrük SK is csatlakozott női szakosztályával a pontvadászathoz.
Első szezonjukban egészen a döntőig meneteltek, ahol az ALG Spor gárdája fosztotta meg őket a bajnoki címtől. Következő idényükben pedig a Fenerbahçe bizonyult jobbnak náluk a negyeddöntőben.

## Sikerlista
Török bajnoki ezüstérmes (1): 2021–22

## Játékoskeret
2023. augusztus 27-től
| #  |     | Poszt | Név                |
| -- | --- | ----- | ------------------ |
| 1  | TUR | K     | Duygu Yılmaz       |
| 12 | USA | K     | Madison Less       |
| 33 | TUR | K     | Elifenur Karabulut |
| 94 | TUR | K     | Evin Dinçer        |
| 4  | BFA | V     | Madinatou Rouamba  |
| 5  | TUR | V     | Narin Yakut        |
| 13 | TUR | V     | Sıla Tetik         |
| 16 | TUR | V     | Zeynep Günes       |
| 23 | TUR | V     | Esra Erol          |
| 24 | TUR | V     | Nazlı Örnek        |
| 28 | TUR | V     | Ceren Konar        |
| 93 | TUR | V     | Nihan Üçerler      |
|    | TUR | V     | Rumeysa Akkus      |

| #  |     | Poszt | Név                   |
| -- | --- | ----- | --------------------- |
| 6  | TUR | KP    | Ülkü Kahya            |
| 7  | TUR | KP    | Setenay Sırım         |
| 8  | URU | KP    | Ximena Velazco        |
| 11 | TUR | KP    | Şevval Dursun         |
| 14 | TUR | KP    | Tülin Kuyucak         |
| 22 | SRB | KP    | Marija Ilić           |
| 27 | USA | KP    | Hanna Barker          |
| 71 | BLR | KP    | Hanna Szasz           |
| 77 | TUR | KP    | Meryem Mas            |
| 88 | UKR | KP    | Hrisztina Pereviznyik |
| 9  | SRB | CS    | Biljana Bradić        |
| 17 | TUR | CS    | Melike Ozturk         |
| 21 | USA | CS    | Elena Santos          |

## Korábbi híres játékosok
| - Elif Ataol - Nagihan Avanaş - Şilan Aykoç - Çiğdem Belci - Ferda Çevik - Songül Demirtürk - Elif Keskin - Sümeyra Kıvanç - Ece Selen Terzioğlu - Buse Uçan - Nurcan Yağcı | - Rita Akaffou - Tatjana Matvejeva - Corina Luijks - Jentrix Shikangwa - Bassira Touré - Saratou Traoré |